# Арстанбеков, Аубакир Абдраимович
Аубакир Абдраимович Арстанбеков (7 января 1908, аул № 2, Карабалыкская волость, Кустанайский уезд, Тургайская область, Российская империя — 13 марта 1970, Алма-Ата, Казахская ССР, СССР) — деятель советских органов государственной безопасности, председатель КГБ при Совете Министров Казахской ССР (1960—1963). Генерал-майор (14.01.1956).

## Биография
Родился в семье батрака.
Член ВКП(б) с декабря 1931 г. В 1929 г. окончил Кустанайский педагогический техникум, в 1953 г. — Казахский педагогический институт им. Абая.
В 1929—1930 гг. — заведующий учётным столом Кустанайского окружного комитета ВЛКСМ, в 1930—1931 гг. — секретарь Семиозерского райкома ВЛКСМ. Затем направлен на работу в ОГПУ.
С ноября 1931 г. в органах госбезопасности:
- 1931—1934 гг. — практикант, затем помощник оперуполномоченного практикант Семиозерского районного отдела ГПУ,
- 1934—1936 гг. — помощник уполномоченного экономического отделения Управления государственной безопасности УНКВД по Актюбинской области,
- 1936—1937 гг. — начальник Амангельдинского районного отделения УНКВД по Актюбинской обл,
- 1937—1939 гг. — помощник начальника 3-го отделения управления государственной безопасности УНКВД по Кустанайской области,
- 1939—1940 гг. — начальник следственной части управления НКВД по Кустанайской области,
- 1940—1941 гг. — старший следователь следственной части НКВД Казахской ССР, старший оперуполномоченый 5-го отделения управления государственной государственной безопасности НКВД Казахской ССР,
- 1941—1944 гг. — заместитель начальника первого отдела НКГБ (затем НКВД и вновь НКГБ) Казахской ССР.

Затем находился на руководящих должностях в органах государственной безопасности:
- 1944—1947 гг. — начальник управления НКГБ-МГБ Казахской ССР по Джамбульской области,
- 1947—1951 гг. — начальник управления МГБ Казахской ССР по Семипалатинской области,
- 1951—1952 гг. — начальник управления МГБ Казахской ССР по Южно-Казахстанской области,
- 1952—1953 гг. — заместитель министра государственной безопасности Казахской ССР,
- 1953—1954 гг. — начальник управления МВД Казахской ССР по Карагандинской области,
- 1954—1956 гг. — начальник управления КГБ при Совете Министров Казахской ССР по Карагандинской области,
- 1959—1960 гг. — первый заместитель председателя КГБ при Совете Министров Казахской ССР,
- май-август 1959 г. — и. о. председателя,
- 1960—1963 гг. — председатель КГБ при Совете Министров Казахской ССР.

Депутат Совета Союза Верховного Совета СССР 6-го созыва от Кокчетавской области (1962—1966).
19 декабря 1963 г. уволен из КГБ по болезни на пенсию. В 1967—1970 гг. был и. о. начальника отдела кадров АН Казахстана.
Скончался 13 марта 1970 года, похоронен на Центральном кладбище Алматы.

## Звания
- Старший лейтенант государственной безопасности (6 ноября 1942)
- Майор государственной безопасности (11 февраля 1943)
- Полковник государственной безопасности (21 апреля
- Генерал-майор (14 января 1956)

## Награды и звания
Награждён орденами Красного Знамени (1951), Красной Звезды (1946), двумя орденами «Знак Почета» (1943), нагрудными знаком «Почетный сотрудник госбезопасности» (1957), медалями.